# Michaeliskirche (Altershausen)

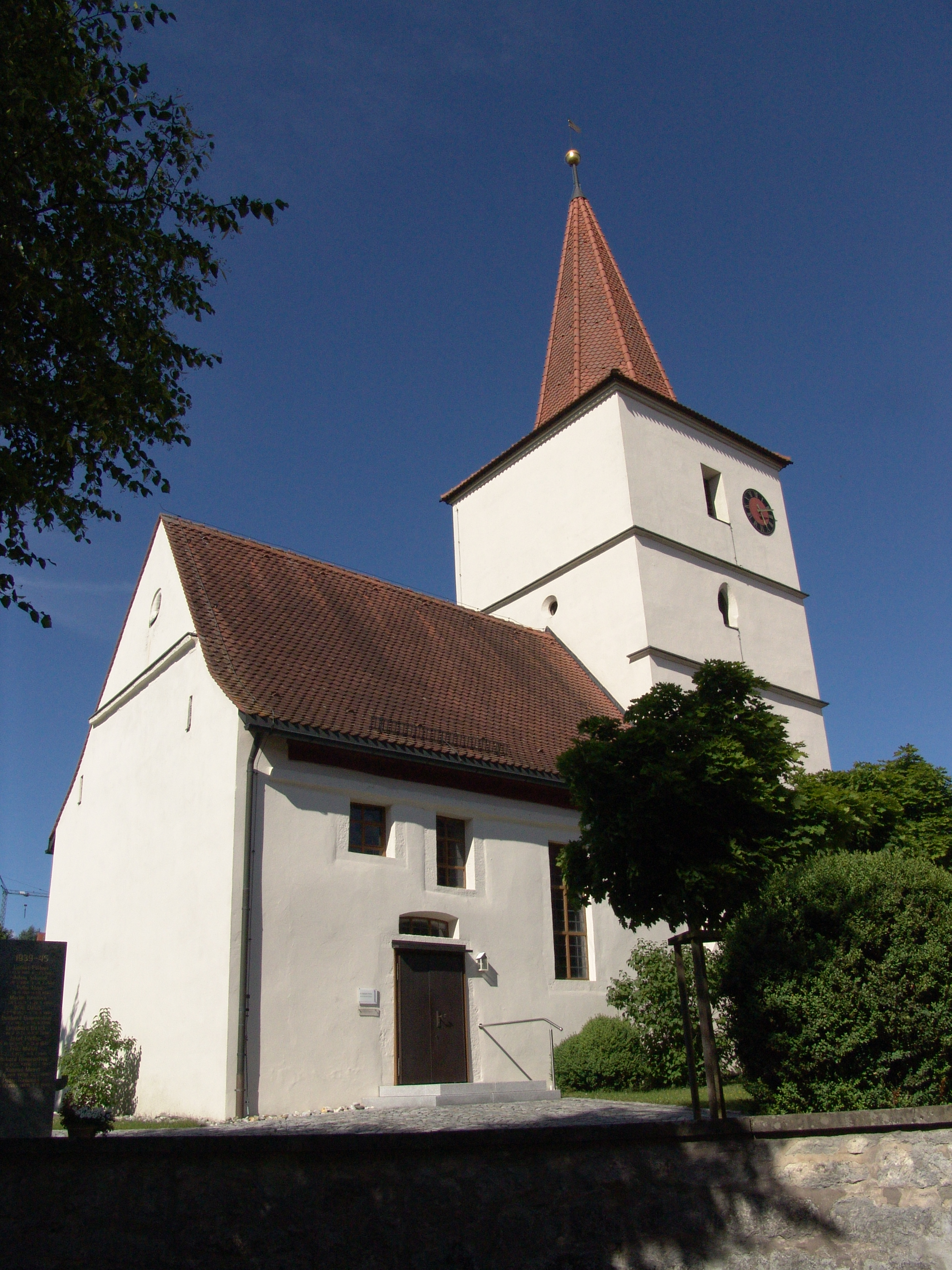
Michaeliskirche (Altershausen)

Die Evangelische Michaeliskirche ist ein denkmalgeschütztes Kirchengebäude, das in Altershausen steht, einem Gemeindeteil der Gemeinde Münchsteinach im Landkreis Neustadt an der Aisch-Bad Windsheim (Mittelfranken, Bayern). Das Bauwerk ist unter der Denkmalnummer D-5-75-150-15 als Baudenkmal in die Bayerische Denkmalliste eingetragen. Die Filialkirche gehört zur Pfarrei Kleinweisach im Dekanat Markt Einersheim im Kirchenkreis Ansbach-Würzburg der Evangelisch-Lutherischen Kirche in Bayern. Namensgeber der Kirche ist der Erzengel Michael.

## Beschreibung
Die ehemalige Wehrkirche brannte gegen Ende des Dreißigjährigen Krieges 1645 ab. Mit dem Wiederaufbau wurde erst 1701 begonnen. Die stehengebliebenen Grundmauern wurden wieder verwendet. 1706 war der Aufbau abgeschlossen. Die heutige Sakristei wurde erst 1751 errichtet. 
Der Chorturm im Osten ist mit Gurtgesimsen in vier Geschosse unterteilt, das oberste beherbergt die Turmuhr und den Glockenstuhl, in dem seit 1909 drei Kirchenglocken hingen, von denen zwei im Zweiten Weltkrieg abgeliefert werden mussten. Sie wurden erst 1952 durch zwei neue von der Glockengießerei Hamm-Hofweber ersetzt. 
Die erste Orgel wurde 1730 erworben, sie war ursprünglich für die Kirche in Münchsteinach 1675 gebaut. 1892 wurde die Orgel angeschafft, die noch heute im Einsatz ist. Sie hat neun Register, ein Manual und Pedal und wurde von Johannes Strebel gebaut.